# Batalha de Antioquia (145 a.C.)
A Batalha de Antioquia foi uma batalha entre forças do Egito Ptolemaico e a Síria Selêucida.

## Precedentes

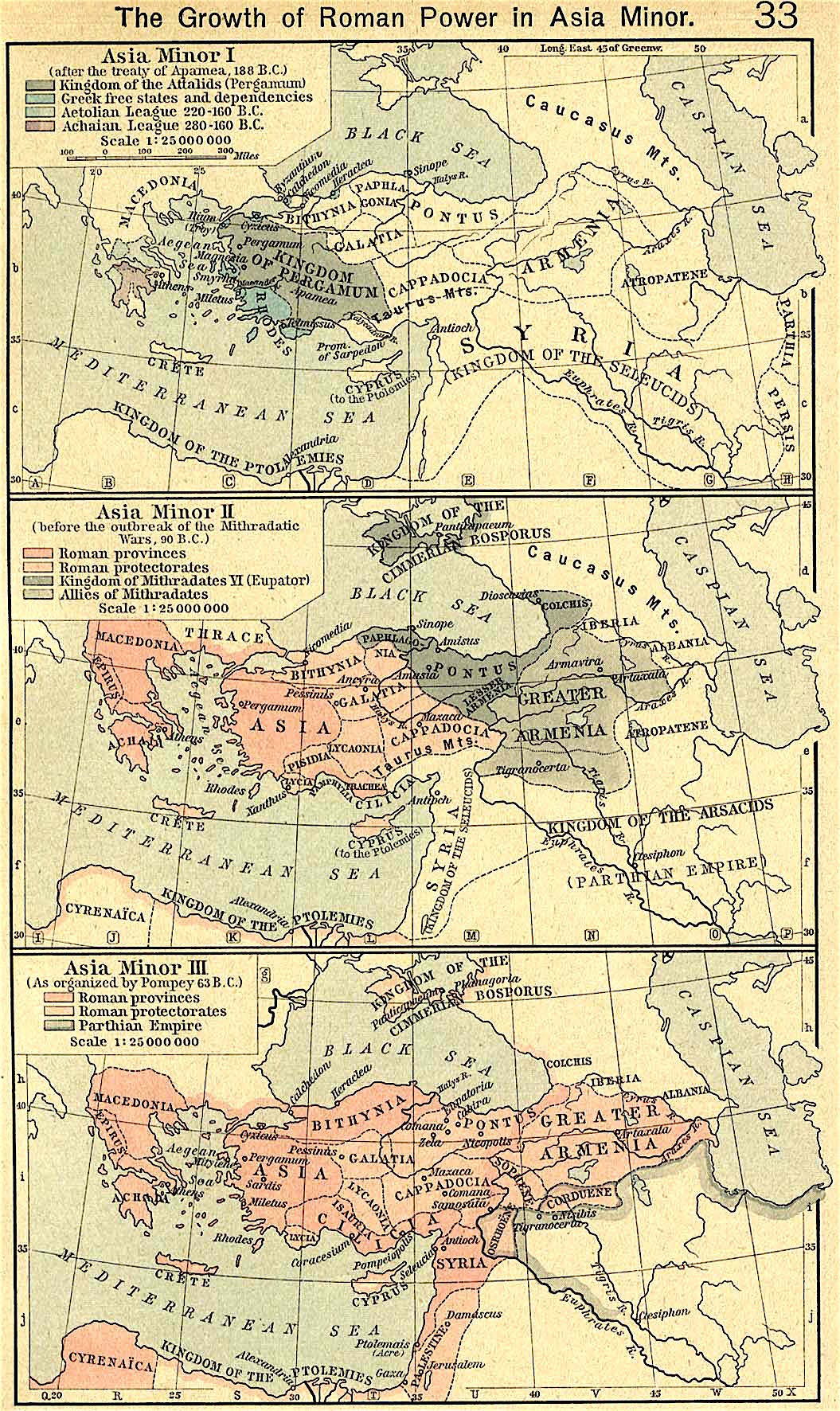
Dois dos mapas mostram o Império Selêucida alguns anos antes e alguns anos depois da batalha. O terceiro mapa mostra a conquista romana

Demétrio I Sóter, ao se tornar rei da Síria, tentou expandir seus domínios, mas seus vizinhos, Ptolemeu VI Filómetor, do Egito, Átalo, de Pérgamo e Ariarates, da Capadócia, arrumaram um jovem, Alexandre Balas, como se fosse um herdeiro real. Ptolemeu VI Filómetor casou sua filha Cleópatra Teia com Alexandre Balas.
Alexandre Balas derrotou Demétrio I Sóter, que morreu em batalha. Demétrio havia confiado seus dois filhos a um amigo em Cnido, com uma fortuna, e o mais velho, Demétrio II Nicátor, com o apoio de cretenses, atacou Alexandre Balas.
Ptolemeu VI transferiu Cleópatra de Alexandre para Demétrio II Nicátor. filho de Demétrio I Sóter.

## A batalha
A batalha ocorreu no quarto ano da 158a olimpíada.
Demétrio II Nicátor sobreviveu, mas Ptolemeu VI Filómetor e Alexandre Balas morreram.

## Consequências
Demétrio continuou a guerra, e derrotou Antíoco VI; no ano seguinte ele juntou as tropas na Babilônia para atacar Ársaces. No ano seguinte, o terceiro ano da 160a olimpíada, ele foi capturado por Ársaces.
No Egito, o novo faraó foi Ptolemeu VII Novo Filópator, filho de Ptolemeu VI Filómetor e da irmã deste, Cleópatra II  O trono do Egito foi oferecido a Ptolemeu VIII Evérgeta II, irmão de Ptolemeu VI Filómetor e de Cleópatra II, que reinava na Cirenaica. Assim que chegou em Alexandria, Ptolemeu VIII assassinou os seguidores do jovem príncipe. Este casaria com Cleópatra e Ptolemeu VII Novo Filópator seria morto durante a festa de casamento.